# Адміністративно-територіальна реформа в УРСР (1962—1963)
Адміністративно-територіальна реформа в УРСР 1962 року — заходи заради укрупнення районів, внаслідок чого в цілому було скасовано понад 350 районів.

## Опис
Соціально-економічні реформи Микити Хрущова підкріплювалися реорганізацією партійного керівництва — відповідно до його записки, направленої в президію ЦК, рішенням листопадового (1962) пленуму ЦК КПРС в межах областей утворювались дві самостійні партійні організації з двома обкомами на чолі: з керівництва промисловістю та з керівництва сільським господарством. Замість райкомів партії було створено 256 парткомів виробничих колгоспно-радгоспних управлінь і 78 зональних промислово-виробничих парткомів у сільській місцевості. У містах діяли 92 міські комітети і 71 міський райком КП України на підприємствах промисловості, транспорту тощо. Відповідної реорганізації зазнали радянські, комсомольські, профспілкові органи. У грудні 1962 р. Указом Президії Верховної Ради УРСР утворювалися обласні (промислові) і обласні (сільські) ради депутатів трудящих. Втім, реорганізація торкнулася лише 19 областей України (в 6 західних областях — Волинській, Івано-Франківській, Тернопільській, Рівненській, Закарпатській та Чернівецькій — лишилися єдині партійні та радянські органи).
Кількість економічних адміністративних районів (раднаргоспів) скоротилося з 14 до 7: Донецький, Київський, Львівський, Подільський, Придніпровський, Харківський та Чорноморський економічний район.
Усі Укази Верховної Ради Української РСР були опубліковані на початку 1963 та оскільки згідно з діючим (з 1958 — див. попередня реформа) наданням чинності — у істориків ця реформа іноді датується 1963 роком.

## Скасовані райони
| №  | Область                   | Загальна кількість р-нів (початкова) | Ліквідовано у 1962 | Загальна кількість р-нів (кінцева) | Докладніше       |
| -- | ------------------------- | ------------------------------------ | ------------------ | ---------------------------------- | ---------------- |
| 1  | Вінницька область         | 32                                   | 19                 | 13                                 | адм.-тер. устрій |
| 2  | Волинська область         | 19                                   | 12                 | 7                                  | адм.-тер. устрій |
| 3  | Дніпропетровська область  | 22                                   | 10                 | 12                                 | адм.-тер. устрій |
| 4  | Донецька область          | 22                                   | 13                 | 9                                  | адм.-тер. устрій |
| 5  | Житомирська область       | 25                                   | 14                 | 11                                 | адм.-тер. устрій |
| 6  | Закарпатська область      | 13                                   | 8                  | 5                                  | адм.-тер. устрій |
| 7  | Запорізька область        | 23                                   | 13                 | 10                                 | адм.-тер. устрій |
| 8  | Івано-Франківська область | 26                                   | 20                 | 6                                  | адм.-тер. устрій |
| 9  | Київська область          | 31                                   | 19                 | 12                                 | адм.-тер. устрій |
| 10 | Кіровоградська область    | 24                                   | 12                 | 12                                 | адм.-тер. устрій |
| 11 | Кримська область          | 21                                   | 11                 | 10                                 | адм.-тер. устрій |
| 12 | Луганська область         | 25                                   | 16                 | 9                                  | адм.-тер. устрій |
| 13 | Львівська область         | 32                                   | 21                 | 11                                 | адм.-тер. устрій |
| 14 | Миколаївська область      | 19                                   | 10                 | 9                                  | адм.-тер. устрій |
| 15 | Одеська область           | 31                                   | 17                 | 14                                 | адм.-тер. устрій |
| 16 | Полтавська область        | 34                                   | 20                 | 14                                 | адм.-тер. устрій |
| 17 | Рівненська область        | 19                                   | 12                 | 7                                  | адм.-тер. устрій |
| 18 | Сумська область           | 23                                   | 13                 | 10                                 | адм.-тер. устрій |
| 19 | Тернопільська область     | 30                                   | 21                 | 9                                  | адм.-тер. устрій |
| 20 | Харківська область        | 28                                   | 15                 | 13                                 | адм.-тер. устрій |
| 21 | Херсонська область        | 20                                   | 10                 | 10                                 | адм.-тер. устрій |
| 22 | Хмельницька область       | 24                                   | 14                 | 10                                 | адм.-тер. устрій |
| 23 | Черкаська область         | 21                                   | 11                 | 10                                 | адм.-тер. устрій |
| 24 | Чернівецька область       | 14                                   | 8                  | 6                                  | адм.-тер. устрій |
| 25 | Чернігівська область      | 26                                   | 14                 | 12                                 | адм.-тер. устрій |
|    | Разом                     | 604                                  | 353                | 251                                |                  |